# Streptomyces
Streptomyces – rodzaj w rzędzie Actinomycetales, tlenowe bakterie Gram-dodatnie w rzędzie promieniowców, wytwarzające egzospory. Ich komórki, są prokariotyczne jak wszystkie komórki bakteryjne, jednak kształtem i sposobem rozmnażania przypominają grzyby strzępkowe. Podobnie jak grzyby, posiadają strukturę nitkowatą, jednak ich "strzępki" są mniejsze i mniej zróżnicowane morfologicznie od grzybów. Bakterie występują w grupach tworzących łańcuszki. Występują w glebie i wodzie, powodują podskórne zakażenia z ziarnami (mycetoma).

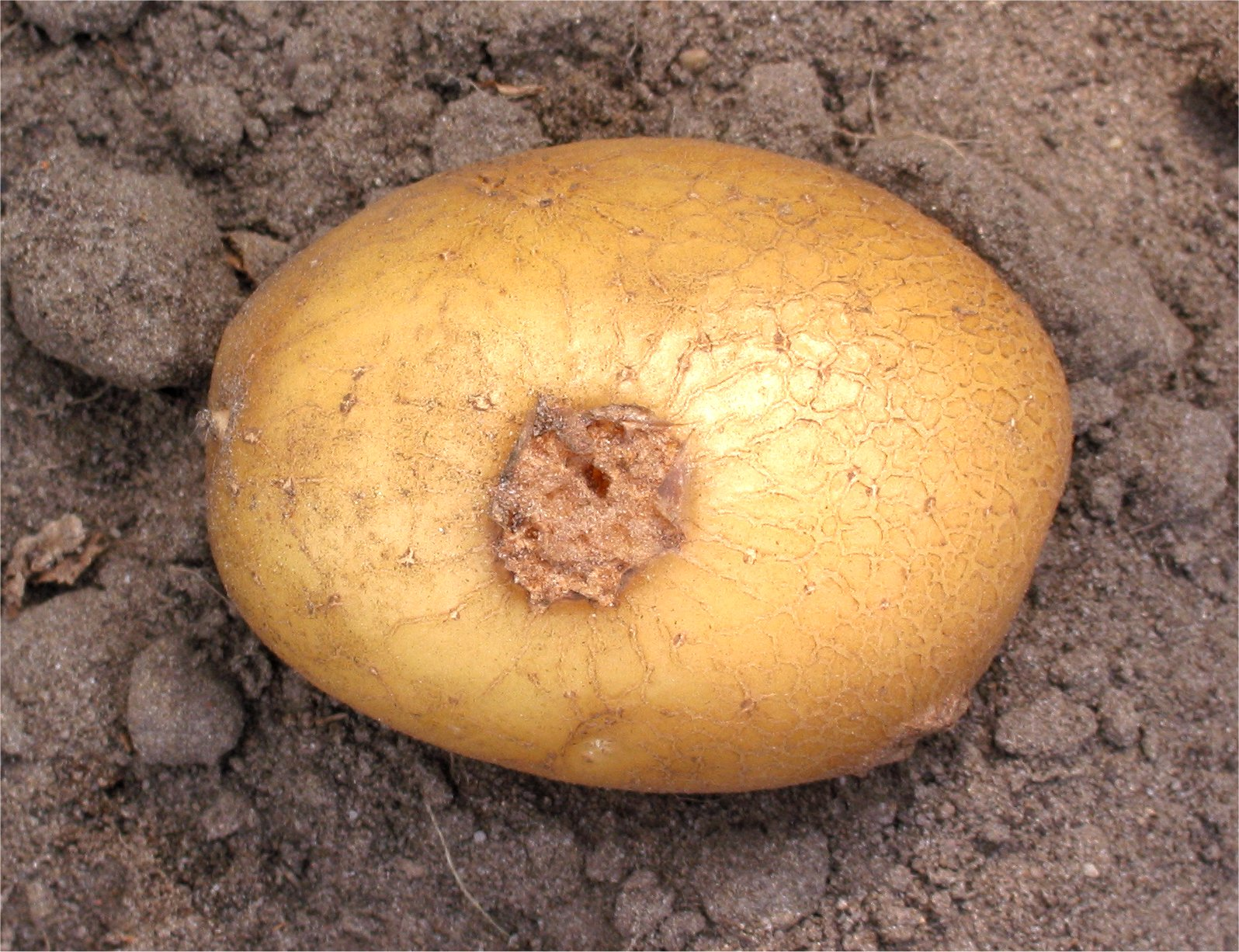
S. scabies powodujący chorobę ziemniaków

| - S. achromogenes - S. avermitilis - S. coelicolor - S. felleus - S. ferralitis - S. cinnamonensis - S. filamentosus - S. griseus - S. hygroscopicus - S. iysosuperficus - S. lavendulae - S. somaliensis - S. scabies - S. thermoviolaceus - S. violaceoruber oraz ponad 500 innych. |